# 伊百二十一型潜水艦
| 伊百二十一型潜水艦（機雷潜） | 伊百二十一型潜水艦（機雷潜）                                                     |
| ---------------------------- | -------------------------------------------------------------------------------- |
| 伊号第二十一潜水艦           |                                                                                  |
| 艦級概観                     |                                                                                  |
| 艦種                         | 一等潜水艦                                                                       |
| 艦名                         |                                                                                  |
| 前級                         | -                                                                                |
| 次級                         | -                                                                                |
| 性能諸元                     |                                                                                  |
| 排水量                       | 基準：1,142トン 常備：1,383トン 水中：1,768トン                                  |
| 全長                         | 85.20m                                                                           |
| 全幅                         | 7.52m                                                                            |
| 吃水                         | 4.42m                                                                            |
| 機関                         | ラ式1号ディーゼル2基2軸 水上：2,400馬力 水中：1,100馬力                          |
| 速力                         | 水上：14.9kt 水中：6.5kt                                                         |
| 航続距離                     | 水上：8ktで10,500海里 水中：4.5ktで40海里                                        |
| 燃料                         | 重油：225t                                                                       |
| 乗員                         | 51名                                                                             |
| 兵装                         | 40口径14cm単装砲1門 53cm魚雷発射管 艦首4門 魚雷12本 機雷敷設筒2本 八八式機雷42個 |
| 航空機                       | なし                                                                             |
| 備考                         | 安全潜航深度：75m                                                                |

伊百二十一型潜水艦（いひゃくにじゅういちがたせんすいかん）は、日本海軍の潜水艦の艦級。機雷潜型（きらいせん）や機潜型（きせんがた）とも呼ばれる。日本海軍が建造した唯一の機雷敷設用潜水艦で同型艦は4隻。太平洋戦争で3隻が戦没した。1938年（昭和13年）6月1日に伊二十一型潜水艦（いにじゅういちがた）より改名。

## 概要
日本海軍は第一次世界大戦の戦利艦として7隻のドイツ潜水艦を獲得したがそのうちの1隻、U125をほぼコピーした潜水艦である。1923年（大正12年）度計画により4隻が川崎造船所で建造され、1927年（昭和2年）から1928年（昭和3年）にかけて竣工した。5番、6番艦は1924年（大正13年）に建造中止となった。
艦型は上記の通りU125のコピーでほとんど同一である。相違点は備砲と魚雷発射管を日本海軍の装備に改めたこと、南洋での行動を考慮し冷却機を装備したため船体を若干延長した程度である。機雷庫は艦尾に設けられ2本の機雷敷設筒を装備した。敷設筒は1本に3個の機雷を格納でき、敷設の所要時間は1回（機雷6個）につき15分から21分かかった。
太平洋戦争緒戦では目的どおり機雷の敷設任務に従事したが、オーストラリアのダーウィン付近で伊124が戦没。その後ミッドウェー海戦に呼応した二式大艇でのハワイ偵察の支援のため、機雷庫をガソリンタンクに改造したが作戦は中止になる。ガダルカナルの戦いが始まると本型もソロモン方面へ進出するが伊123がガ島沖で戦没した。1943年（昭和18年）に入ると残った2隻は老齢のため第一線を退き、練習潜水艦とされた。1945年（昭和20年）に入り伊122が日本海で撃沈され、伊121のみが残存、戦後に海没処分された。

## 同型艦
1938年（昭和13年）6月1日に改名、艦番に100を加えた。
- 伊号第百二十一潜水艦（伊号第二十一潜水艦 [I] より改名）
- 伊号第百二十二潜水艦（伊号第二十二潜水艦 [I] より改名）
- 伊号第百二十三潜水艦（伊号第二十三潜水艦 [I] より改名）
- 伊号第百二十四潜水艦（伊号第二十四潜水艦 [I] より改名）

## 潜水隊の変遷
竣工当時は同型艦4隻で横須賀鎮守府配備の第9潜水隊を編成したが、伊21、伊22が呉鎮守府に転籍し、伊23、伊24の2隻のみとなった。転籍した2隻は呉鎮守府艦隊の第13潜水隊を編成している。

### 第九潜水隊
呉鎮守府籍の伊21・伊22で編成。その後遅れて竣工した伊23・伊24を編入した。昭和6年に伊21・伊22が呉鎮守府に転出して第13潜水隊を編成したため、2隻編成となった。2隻とも太平洋戦争に参加し、主にオーストラリア方面で活動したが、昭和17年1月20日に伊124が戦没し、司令官が戦死したことにより2月25日に解隊された。
1927年(昭和2年)11月1日：伊21、伊22で編成。第9潜水隊司令白根貞介中佐。横須賀鎮守府横須賀防備隊。
1928年(昭和3年)4月28日：竣工した伊23を編入。
1928年(昭和3年)12月10日：竣工した伊24を編入。第9潜水隊司令大崎義雄大佐。
1931年(昭和6年)10月15日：伊21、伊22は呉鎮守府に転出し、第13潜水隊を編成。第13潜水隊については下記第13潜水隊で記述する。
1931年(昭和6年)12月1日：第9潜水隊司令荻野仲一郎中佐。
1932年(昭和7年)12月1日：第9潜水隊司令醍醐忠重中佐。
1933年(昭和8年)11月15日：第9潜水隊司令秋山勝三中佐。
1934年(昭和9年)10月22日：（兼）第9潜水隊司令原田覚中佐。
1935年(昭和10年)11月15日：第9潜水隊司令辻村武久大佐。
1936年(昭和11年)12月1日：第9潜水隊司令佐藤四郎中佐。
1937年(昭和12年)12月1日：第四艦隊第3潜水戦隊。第9潜水隊司令仁科宏造中佐。
1938年(昭和13年)12月15日：第9潜水隊司令小田為清中佐。
1939年(昭和14年)4月1日：小田司令離任。
1939年(昭和14年)11月15日：（兼）第9潜水隊司令大倉留三郎大佐。
1940年(昭和15年)5月1日：第5潜水戦隊。
1941年(昭和16年)4月10日：第9潜水隊司令遠藤敬勇大佐。
1941年(昭和16年)5月1日：第三艦隊第6潜水戦隊。
1942年(昭和17年)1月20日：ダーウィン近海で伊124戦没(遠藤司令戦死)。4月30日除籍。
1942年(昭和17年)2月25日：解隊。伊123は第13潜水隊に編入。

### 第十三潜水隊
昭和6年に呉鎮守府に転出してきた第9潜水隊所属の伊21、伊22で編成。波一型潜水艦、波七型潜水艦、波九型潜水艦の5隻からなる先代の第13潜水(艇)隊が所属艦の除籍により昭和4年4月1日に解隊されて以来、2代目となる。2隻とも太平洋戦争に参加し、オーストラリア方面や中部太平洋で活動した。艦齢が高かったため、昭和18年5月31日に解隊された。
1931年(昭和6年)10月15日：伊21、伊22で編成。第13潜水隊司令鋤柄玉造中佐。呉鎮守府部隊。
1932年(昭和7年)10月1日：鋤柄司令離任。呉防備隊。
1933年(昭和8年)11月15日：第13潜水隊司令中邑元司中佐。
1934年(昭和9年)11月1日：第13潜水隊司令古宇田武郎中佐。
1935年(昭和10年)10月8日：第13潜水隊司令駒沢克己中佐。
1935年(昭和10年)11月15日：駒沢司令離任。呉防備戦隊。
1937年(昭和12年)12月1日：第四艦隊第3潜水戦隊。
1938年(昭和13年)12月15日：（兼）第13潜水隊司令大竹寿雄中佐。
1939年(昭和14年)12月23日：第13潜水隊司令加藤与四郎中佐。
1940年(昭和15年)5月1日：第5潜水戦隊。
1940年(昭和15年)8月27日：加藤司令離任。
1941年(昭和16年)5月1日：第三艦隊第6潜水戦隊。
1941年(昭和16年)10月15日：第13潜水隊司令宮崎武治大佐。
1942年(昭和17年)2月25日：解隊された第9潜水隊より伊123を編入。
1942年(昭和17年)3月10日：連合艦隊付属。
1942年(昭和17年)4月10日：第六艦隊。
1942年(昭和17年)7月14日：第八艦隊第7潜水戦隊。
1942年(昭和17年)8月29日：サボ島東方沖で伊123戦没。10月5日除籍。
1942年(昭和17年)10月5日：宮崎司令離任。
1943年(昭和18年)4月15日：南東方面艦隊に第7潜水戦隊ごと転属。
1943年(昭和18年)5月31日：解隊。残存艦は第7潜水戦隊直卒となる。
(1943年(昭和18年)8月15日：伊121、伊122は呉鎮守府部隊所属となる。)
(1943年(昭和18年)8月25日：伊121、伊122は第18潜水隊所属となる。以降は第18潜水隊の項で記述する。)